# World Cargo Airlines
World Cargo Airlines è un rebranding di Pos Asia Cargo Express Sdn Bhd, precedentemente nota o più popolarmente nota nella sua abbreviazione come "POS ACE". È una compagnia aerea cargo con sede in Malesia.

## Storia
Prima del suo recente rebranding nel 2020, POS ACE era una sussidiaria al 100% di POS Malaysia Berhad, la compagnia postale nazionale della Malesia. Pos Malaysia, nel corso di molti decenni, ha esternalizzato la consegna della posta e dei pacchi ad altri operatori e vettori commerciali.
Dalla fine degli anni ottanta e novanta, Transmile Air è stata incaricata di operare 2 aerei cargo a fusoliera stretta per questo scopo. Il materiale in eccesso veniva caricato a bordo di voli commerciali tra cui quelli di Malaysia Airlines e altri che operavano sulle rotte della Malesia orientale di Sabah e Sarawak. Questa operazione avveniva su base giornaliera quasi 24 ore su 24, 7 giorni su 7 e 365 giorni all'anno. Nel 2007, un nuovo operatore chiamato Gading Sari Aviation si è assicurato lo stesso contratto di Transmile Air. Gading Sari operava le stesse rotte per Pos Malaysia fino a quando nel 2013 Pos Malaysia, sotto la direzione della sua società madre DRB HICOM, ha deciso di acquistare Gading Sari Aviation e gestire la compagnia aerea come propria sussidiaria. Dopo il completamento di tale acquisizione completa è avvenuto un rebranding. La compagnia aerea è stata chiamata POS ACE.
Questa ha operato con due Boeing 737-400F in leasing da un locatore americano per 6 anni fino a quando nel 2019 Asia Cargo Network Sdn Bhd ("ACN") è stata selezionata per fornire il noleggio di 2 unità dello stesso modello di aeromobile in sostituzione della scadenza del precedente contratto di locazione. Gli aeromobili sostitutivi sono stati consegnati a POS ACE a metà del 2019.
A seguito del successo di POS ACE sotto la gestione di ACN, è stato quindi offerto il privilegio di collaborare con POS Malaysia e acquisire il 51% (maggioranza) del capitale di POS ACE. La firma dell'acquisizione è stata effettuata il 19 agosto 2020, rendendo ACN azionista del 51% di POS ACE e partner della stimata Pos Malaysia Berhad. POS ACE ha quindi subito un secondo rebranding e questa volta è stata rinominata World Cargo Airline Sdn Bhd.

## Flotta
A maggio 2023 la flotta di World Cargo Airlines è così composta: